# Varšavskaja (stanice metra v Moskvě)
Varšavskaja (rusky Варшавская) je stanice moskevského metra, jedna ze tří stanic na nejstarším úseku linky Bolšaja kolcevaja (původně samostatná linka Kachovskaja).

## Charakter stanice
Stanice je konstruována jako pilířová, hloubená s ostrovním nástupištěm, mělce založená v hloubce 9 m pod povrchem. Vzhled nástupiště do velké míry určoval standardizovaný projekt; strop podpírají dvě řady 4 m od sebe vzdálených celkem čtyřiceti sloupů, obložených šedým až žlutým mramorem a s nápadně rozšířenými hlavicemi. Na obklad stěn za nástupištěm se použily modré plasticky tvarované kachlíky, v určitým rozestupech se pak nacházejí stylizované kovové obrazy s tématem Varšavy. Stanice své jméno nese podle ulice Varšavskoje šosse, pod níž se nachází.
Výstup ven vede jeden, vede po eskalátorech a pevném schodišti do povrchového vestibulu.
Stanice je v provozu již od 11. srpna 1969. Tehdy byla otevřena jako součást Zamoskvorecké linky mezi stanicemi Avtozavodskaja a Kachovskaja; svojí příslušnost k lince 11 získala až roku 1995 kdy se celá větev s třemi stanicemi stala linkou samostatnou. Od 26. října 2019 do 1. března 2023 byla stanice uzavřena, během této doby byla stanice zrekonstruována a připojena k lince Bolšaja kolcevaja.
Nedaleko za stanicí se západním směrem nacházejí dvě kolejové manipulační spojky do depa Varšavskoje. To slouží jak Třetímu přestupnímu okruhu, tak i lince lehkého metra, Butovské.